# Làng mạc Đêm Trăng Tròn
Làng mạc Đêm Trăng Tròn (tiếng Séc: Vesnice za úplňku) là một bức tranh với chất liệu tempera cổ vẽ trên tấm sơn do họa sĩ Hà Lan Joos de Momper sáng tác. Tác phẩm ra đời vào đầu thế kỷ 17, khoảng năm 1620, hiện tại đang được trưng bày tại Phòng trưng bày Quốc gia ở Praha.

## Bức vẽ
Bức tranh vẽ một ngôi làng Hà Lan dưới ánh trăng tròn. Mặt trăng xuyên qua lớp mây dày chiếu sáng thị trấn. Ở mặt đất, hai kỵ sĩ đương phóng ngựa của họ đến một cây cầu ở phía dưới bên phải bức tranh, lúc đó trên cầu có gia đình ba người. Ở phía dưới bên trái bức tranh xuất hiện vị mục sư đang cho lừa của mình ăn, ngay bên phải là hai người đàn ông đi chân trần, để râu đang bàn tán trò chuyện. Trong bức tranh này, Momper đã điều chỉnh ánh sáng để chiếu sáng cảnh vật từ hai điểm. Nếu bên phải bức tranh ánh trăng đổ xuống soi sáng cảnh vật, thì phía bên trái có luồng ánh sáng mạnh tỏa ra làm rực rỡ một phần bức tranh.
Jan Brueghel có thể là người thực hiện những chi tiết nhỏ trong bức tranh vì ông là một cộng tác viên thường xuyên của Momper.